# Les Sept Péchés capitaux
Les Sept Péchés capitaux és una pel·lícula d'esquetxos francesa estrenada el 1962. Dirigida per Édouard Molinaro, Jacques Demy, Roger Vadim i Jean-Luc Godard

## Argument
1. La còlera: la còlera s'apodera d'un home que ha trobat una mosca a l'escudella dominical. S'escampa a través del seu barri, la seva ciutat, el seu país i aviat el món sencer...
- Dominique Paturel: el marit
- Marie-José Nat: la jeune dona
- Perrette Pradier: la locutora
- Nane Germon: Una senyora al cafè
- Jean-Marc Tennberg: El gendarme
- Claude Mansard: L'home de la pipa
- Henri Guégan: Un busca-raons

2. L'enveja: Rosette és cambrera. Envejosa de l'actriu Rita Gerly, fa tot per seduir el seu amant. Algun temps després, havent aconseguit les seves ambicions, torna com a clienta a l'hostal...
- Claudine Auger: la nova cambrera
- Claude Brasseur: Riri
- Jacques Monod: Senyor Jasmin
- Dany Saval: Rosette, la cambrera
- Jean Murat: Monsieur Duchemin
- Geneviève Casile: Rita Gerly, l'actriu
- Paul Demange: Senyor Verdier
- Yves Gabrielli
- Gilles Guillot
- France Anglade
- Françoise Hamburger
- Colette Dorsay

3. La peresa: Eddie Constantine és abordat per una jove actriu que el porta a casa seva amb intencions ben definides. Però la peresa de l'heroi és tal que la moral serà estàlvia.
- Eddie Constantine: ell mateix
- Nicole Mirel: la jove actriu

4. La luxúria: Paul i Bernard busquen en les reproduccions del «Jardí de les delícies» de Jérôme Bosch, una definició de la luxúria. Bernard recorda la seva infantesa, quan confonia la luxúria amb el luxe.
- Laurent Terzieff: Bernard
- Jean Desailly: el pare de Bernard
- Micheline Presle: la mare
- Jean-Louis Trintignant: Paul
- Nicole Berger
- Stéfanie Danick

5. L'orgull: una dona deixa el seu amant per tornar amb el seu marit que l'enganya, cosa que el seu orgull admet malament.
- Jean-Pierre Aumont: el marit
- Marina Vlady: Catherine
- Sami Frey: l'amant
- Michèle Girardon: L'amant
- Berthe Granval: Una venedora
- Max Montavon: Henri, un empleat

6. La golafreria: Valentin assisteix a l'enterrament del seu pare, mort d'una indigestió, però els seus àgapes el faran arribar tard a l'àpat que segueix l'enterrament.
- Henri Virlogeux: Antonin
- Georges Wilson: Valentin
- Marcelle Arnold: L'esposa de Valentin
- Magdeleine Bérubet: La sogra
- Albert Michel: El «Suís» a l'església

7. L'avarícia: un grup de politècnics somien amb una nit d'amor amb Suzon, les tarifes de la qual són vertiginoses. Per reunir la suma necessària, organitzen una loteria que beneficiarà el feliç guanyador...
- Danièle Barraud: Suzon
- Jeanne Parez: La vestidora
- Claude Berri: André
- Jean-Claude Brialy: Arthur
- Jean-Pierre Cassel: Raymond
- Claude Rich: Armand
- Jacques Charrier: Antoine
- Claude Chabrol: El farmacèutic
- Sacha Briquet: Harry
- Jean-Claude Massoulier: Pierre
- André Josselin: Yvan
- Bernard Papineau: Albert
- Michel Benoist: Georges
- André Chanal: Jacques
- Serge Bento: Jean